# Hipertímia
 Hipertímia  prové del grec  hyper  que significa per sobre, més enllà i de la paraula  thymos  que significa ment. Trastorn de l'ànim caracteritzat per un excés en l'activitat acompanyada habitualment de certa eufòria. Afectivitat excessiva. Hiperfrènia, exaltació.
La persona se sent alegre, optimista, satisfeta de si mateixa i de l'entorn. Aquest sentiment no va unit, normalment, a situacions reals que ho justifiquin, però encara en casos justificats hi ha una desproporció clarament anormal entre la situació i la intensitat del sentiment.
Cristòfor Colom i Bill Clinton serien alguns dels pacients cèlebres que van patir o pateixen aquesta patologia.

## Nota
1. ↑  «¿Qué es hipertimia?» (en castellà). [Consulta: 24 juliol 2018].